# Ludaversal
"Ludaversal" é o nono álbum de estúdio do rapper estadunidense Ludacris. Foi lançado em 31 de março de 2015. O processo de criação do álbum durou de 2010 a 2015, tendo a participação de produtores como Mike Will Made It, David Guetta, Jim Jonsin, Rico Love, Giorgio Tuinfort e Da Internz.

## Performance comercial
O álbum estreou no número três na Billboard 200 em sua semana de estréia, com vendas de 73 mil cópias, streams e singles representaram (62.000 cópias de vendas de álbuns tradicionais). O álbum atingiu o número dois na Billboard em vendas puras, superando Velozes e Furiosos 7 (trilha sonora).

## Desempenho nas paradas
| Paradas (2015)                          | Melhor posição |
| --------------------------------------- | -------------- |
| Canadá (Billboard)                      | 20             |
| Estados Unidos (Billboard 200)          | 3              |
| Estados Unidos (Top R&B/Hip Hop Albums) | 2              |
| Estados Unidos (Top Rap Albums)         | 2              |
| Reino Unido (UK R&B Albums Chart)       | 7              |
| Reino Unido (UK Albums Chart)           | 86             |